# ساو ماتيوس، إسبيريتو سانتو
ساو ماتيوس، إسبيريتو سانتو هي بلدية في البرازيل، تتبع إسبيريتو سانتو، بلغ عدد سكانها 109٬028  نسمة، في 2010، تبلغ مساحتها 2٬338٫727 كيلومتر مربع.

## الموقع
تشترك في الحدود مع:
- Boa Esperança, Espírito Santo [الإنجليزية]‏.

## مدن توأم
المدن التوأم:
- سوندريو.

## أعلام
- سانتوس غايا
- ياماغوتشي فالكاو فلورنتينو
- غراسيانو دوس سانتوس نيفيس
- أنطونيو جوميز أغيري

## أنظر أيضا
- نهر ساو ماتيوس